# Trisopsis hibisci
Trisopsis hibisci är en tvåvingeart som beskrevs av Ephraim Porter Felt 1935. Trisopsis hibisci ingår i släktet Trisopsis och familjen gallmyggor. Inga underarter finns listade i Catalogue of Life.